# Označení planetek
Označení planetek je jednoznačná identifikace, přidělovaná každému objektu, pohybujícímu se Sluneční soustavou, které nejeví známky kometární aktivity a o kterém je možno se důvodně domnívat, že se jedná o planetku. Tato označení jsou dvojího druhu:
- předběžné označení;
- definitivní označení.

## Předběžné označení
Po objevu dostane každá planetka předběžné (provizorní) označení, které v zásadě přiděluje Středisko pro planetky (Minor Planet Center, zkráceně MPC), provozující svoji činnost na Smithsonově astrofyzikální observatoři (Smithsonian Astrophysical Observatory, zkráceně SAO), a to z pověření III. oddělení při Mezinárodní astronomické unii (International Astronomical Union, zkráceně IAU). Výjimku tvoří speciální časově omezené projekty, které produkovaly velké množství objevů v krátké době, jimiž by bylo středisko MPC zahlceno. 
Předběžné označení přidělované střediskem MPC existuje ve dvou základních variantách, které jsou vzájemně jednoznačně převoditelné. 

### Standardní předběžné označení
Standardní předběžné označení se skládá z čtyřciferného čísla, označujícího rok objevu, respektive ohlášení objevu k registraci ve středisku MPC, které je následováno mezerou (odklepem). Za touto mezerou následuje velké písmeno anglické abecedy, určující polovinu měsíce, v němž byl objev resp. nahlášení učiněno a to podle následující tabulky:
| První písmeno označení |                |                |                |                |
| Měsíc                  | První polovina | První polovina | Druhá polovina | Druhá polovina |
| Měsíc                  | Písmeno        | Dny            | Písmeno        | Dny            |
| Leden                  | A              | 1-15           | B              | 16-31          |
| Únor                   | C              | 1-15           | D              | 16-29          |
| Březen                 | E              | 1-15           | F              | 16-31          |
| Duben                  | G              | 1-15           | H              | 16-30          |
| Květen                 | J              | 1-15           | K              | 16-31          |
| Červen                 | L              | 1-15           | M              | 16-30          |
| Červenec               | N              | 1-15           | O              | 16-31          |
| Srpen                  | P              | 1-15           | Q              | 16-31          |
| Září                   | R              | 1-15           | S              | 16-30          |
| Říjen                  | T              | 1-15           | U              | 16-31          |
| Listopad               | V              | 1-15           | W              | 16-30          |
| Prosinec               | X              | 1-15           | Y              | 16-31          |

Jak je vidět z 26 písmen anglické abecedy není použito písmeno „I“ (aby se nepletlo s číslicí „1“) a písmeno „Z“.
Za toto písmeno se připojí další písmeno anglické abecedy (opět s vypuštěním písmene „I“, písmeno „Z“ je však tentokrát použito) pro označení prvních 25 objektů objevených (ohlášených) v daném časovém rozpětí příslušné poloviny měsíce. Pokud je v daném časovém intervalu objeveno více objektů, připojí se za tuto dvojici písmen číslo jako dolní index, přičemž číslo 1 je vyhrazeno 26. až 50. objevu, číslo 2 pak 51. až 75. objevu, atd. Pokud z technických důvodů (např. při počítačovém zpracování) by zápis čísla ve formě dolního indexu činil potíže, je možno psát tato čísla v základním řádku.
Je si třeba uvědomit, že mnohdy bývá jeden objekt zpozorován různými observatořemi nebo v různých obdobích a že ne vždy je ihned zřejmé, že se jedná o touž planetku. Proto není výjimkou, že jedna planetka dostane více než jedno předběžné označení. Po identifikaci je z nich zachováno pouze jedno, obvykle to nejstarší, nebo to, které vedlo ke stanovení alespoň předběžných elementů dráhy.

### Komprimované předběžné označení
Komprimované předběžné označení bylo navrženo z několika důvodů. Prvním byl požadavek, aby toto označení bylo vždy stejně dlouhé (to standardní předběžné označení zcela evidentně nesplňuje) a druhým, aby jednoduchým tříděním bylo možno získat pořadí, v němž byla tělesa objevena (nahlášena). Poslední požadavek (významný zejména v nedávné minulosti) byl, aby toto označení bylo co nejkratší.
Toto označení má standardní délku 7 alfanumerických znaků (byte). První znak je velké písmeno, které reprezentuje první dvojici čísel v letopočtu roku objevu a to tak, že písmeno "I" odpovídá číslu "18", písmeno "J" číslu "19" a písmeno "K" číslu "20" atd. Za ním následující dvě číslice odpovídají třetí a čtvrté číslici letopočtu (tedy např. letopočet "1995" se nahradí řetězcem znaků "J95"). Jako čtvrtý znak komprimovaného označení následuje první písmeno ze standardního označení. Následující dva znaky odpovídají číselnému indexu, umisťovanému na konci standardního označení, a to podle následujícího algoritmu: Pokud index vůbec chybí, vloží se řetěz "00" (dvě nuly); pokud je index v rozmezí hodnot od 1 do 99, vloží se přímo toto číslo, ale případně doplněné na délku dvou znaků číslicí "0" (nula) zleva, tedy "01" (místo 1) až "99"; je-li hodnota indexu větší než 99, pak se první dvojice číslic v tříciferném čísle nahradí tak, že místo "10" se zapíše písmeno "A", místo "11" se zapíše písmeno "B", atd. (písmeno "I" v této řadě je použito). To umožňuje zapsat ve formě "Z9" nejvyšší možnou hodnotu indexu "359" (tedy celkem 9000 planetek objevených během jedné poloviny měsíce). Jako poslední znak komprimovaného označení se zapíše druhé písmeno ze standardního předběžného označení.
V další tabulce jsou uvedeny některé příklady:
| Příklad předběžného označení |              |                                                         |
| Standardní                   | Komprimované | Význam                                                  |
| 2005 HE                      | K05H00E      | 5. planetka objevená v době od 16. do 30. dubna 2005    |
| 1996 TA5                     | J96T05A      | 126. planetka objevená v době od 1. do 15. října 1996   |
| 2000 JC12                    | K00J12C      | 303. planetka objevená v době od 1. do 15. května 2000  |
| 2003 UB313                   | K03UV3B      | 7825. planetka objevená v době od 16. do 31. října 2003 |

### Speciální předběžné označení
V průběhu 2. poloviny 20. století proběhlo několik systematických přehlídek oblohy s cílem odhalit co nejvíce nových planetek. V rámci každé z nich bylo přidělováno zvláštní předběžné označení, sestávající z pořadového čísla objeveného objektu, následovaného mezerou a označením příslušné přehlídky oblohy podle připojené tabulky.
Komprimované předběžné označení v tomto případe vypadá tak, že jeho první tři znaky odpovídají druhému sloupci v následující tabulce a zbývající čtyři znaky jsou pořadovým číslem objektu objeveného v dané přehlídce, případně doplněného na požadovanou délku nulami zleva.
| Kódy přehlídek vyhledávání planetek |                  |                         |                 |
| Kód přehlídky                       | Komprimovaný kód | Název přehlídky         | Rok uskutečnění |
| P-L                                 | PLS              | Palomar-Leiden          | 1960            |
| T-1                                 | T1S              | První přehlídka trojánů | 1971            |
| T-2                                 | T2S              | Druhá přehlídka trojánů | 1973            |
| T-3                                 | T3S              | Třetí přehlídka trojánů | 1977            |

## Definitivní označení
Poté, co je známa dráha nově objevené planetky natolik dobře, že je možno spočítat její efemeridu tak, aby ji bylo možno sledovat i v budoucnosti, je jí přiděleno střediskem MPC jako definitivní označení katalogové (pořadové) číslo. Od tohoto okamžiku je plným definitivním označením planety toto katalogové číslo (doporučuje se uvádět je v kulatých závorkách) následované po mezeře platným standardním nebo speciálním předběžným označením.
Po přidělení katalogového čísla má objevitel po dobu následujících 10 let právo navrhnout pro tuto planetku jméno, které musí následně schválit Komise pro nomenklaturu malých těles (Committee for Small Body Nomenclature, zkráceně CSBN) při III. oddělení organizace IAU. Toto jméno však musí splňovat některá pravidla:
- jméno by nemělo být delší než 16 znaků;
- jména by měla být pokud možno jednoslovná;
- jméno musí být vyslovitelné v nějakém jazyce;
- nesmí být urážlivé;
- nesmí být příliš podobné jménu jiné planetky;
- jména osob nebo událostí známých z politického nebo vojenského hlediska jsou přípustná nejdříve po 100 letech (od úmrtí těchto osob či od těchto událostí);
- jména po zvířecích miláčcích nejsou doporučena.

Pro planetky pohybující se po určitých drahách je omezení na jména přísnější. Např. planetky pohybující se v blízkosti libračních bodu soustavy Slunce-Jupiter, tzv. trojáni, musí být pojmenovávány po hrdinech trojské války, planetkám křížícím dráhu Země musí být předělována jména z mytologie atp.
V minulosti se z technických důvodů ve jménech nepoužívala diakritika; toto omezení již padlo.
Po schválení jména se pak definitivní označení planetky sestává z katalogového čísla (v závorce) následovaného schváleným jménem.
Komise CSBN si vyhradila právo sama pojmenovat některé významné planetky a planetky s katalogovými čísly dělitelnými 1000. Jim jsou přidělována jména známých osobností či organizací či jinak významná, např. (1000) Piazzi, (2000) Herschel, (3000) Leonardo da Vinci, (4000) Hipparchos, (5000) IAU, (6000) United Nations, (7000) Curie, (8000) Isaac Newton, (9000) Hal (počítač Hal9000 z románu 2001: Vesmírná odysea Artura C. Clarka a stejnojmenného filmu Stanleye Kubricka).
Ve sluneční soustavě se nacházejí i planetky s českými jmény – například (1840) Hus, (2364) Praha, (7796) Járacimrman (název planetky dříve musel být jednoslovný, proto tento tvar) a mnoho jiných. 

## Historie označování planetek

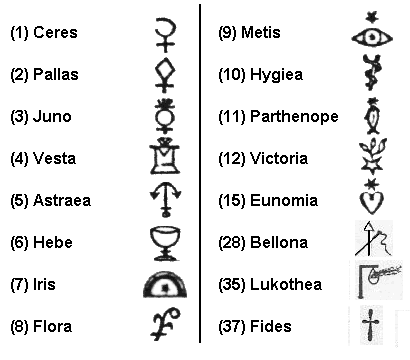
Původní grafické symboly prvních planetek

Původně se planetkám přiřazovaly grafické symboly, podobně jako mají své jednoduché grafické symboly historicky i planety a Slunce s Měsícem, zvláště, když se zpočátku soudilo, že nově objevená tělesa jsou další planety Sluneční soustavy. Protože však se symboly stávaly čím dál složitější a vyžadovaly od uživatelů jisté kreslířské dovednosti, které ne každý měl, a rychle přibývající počet planetek v 50. létech 19. stol. jednak planety sesadil z pozice planet, navrhl v roce 1851 německý astronom Johann Franz Encke v jím vydané astronomické ročence na rok 1854 (Berliner Astronomisches Jahrbuch für Jahr 1854) nahradit tyto symboly číslem v kroužku. Tehdy rozhodl ponechat původní grafický symbol prvním čtyřem planetkám (Ceres, Pallas, Juno a Vesta) a páté objevené planetce Astraea přidělil symbol ① (číslo jedna v kroužku). Prozatím tedy ponechal čtyřem prvním planetkám výjimečný status (to se projevilo i tím, že v uvedené ročence jejich efemeridy byly zařazeny mezi planety, zatímco pro ostatní tělesa počínaje Astraeou a konče Eunomií, byly zařazeny až na konec ročenky). O rok později, 1852, doporučil americký astronom B. A. Gould, aby tímto způsobem byly označeny všechny planetky. Číslo v kroužku mělo být přiřazováno v posloupnosti, odpovídající chronologickému pořadí jejich objevu. V souladu s tímto návrhem Encke již v dalším vydání astronomické ročenky na rok 1855 planetce Astraea přidělil číslo 5 v kroužku, tedy symbol ⑤, ale stále ještě ponechal prvním čtyřem grafický symbol. Teprve v ročence na rok 1867 (vydané v roce 1864) byly první čtyři planetky již uváděny s čísly, odpovídajícími pořadí jejich objevu.
K další změně došlo v roce 1858 v USA, kdy časopis Astronomical Journal začal používat pro nově objevené planetky číslo v kulatých závorkách. Do kroužku se čísla zapisovala až poté, co byla příslušná planetky definitivně zařazena do seznamu (což přibližně odpovídá dnešní „katalogizaci“). V roce 1888 tento významný časopis začal používat zápis sestávající z pořadového čísla, odděleného čárkou od jména, ale v roce 1895 se vrátil k používání závorek, tentokrát však pro všechny planetky bez rozdílu. Podobný úzus začal používat i německý časopis Astronomische Nachrichten v roce 1872, ale v roce 1911 přešel na zápis čísla bez závorky následovaného po mezeře názvem planetky.
V současnosti se používají oba dva způsoby zápisu, tedy např. (1) Ceres nebo 1 Ceres. V Česku je obvyklejší zápis s pořadovým číslem v závorce.